# Yolanda Mosquera Fernández
Yolanda Mosquera Fernández (Amurrio, Àlaba, 1973) és una dissenyadora gràfica i il·lustradora basca, especialitzada en publicacions infantils i juvenils.

## Biografia
Va néixer a Amurrio el 1973. Es va llicenciar en Belles Arts a la Universitat del País Basc, en l'especialitat de disseny gràfic. Posteriorment, va treballar durant dues dècades en un estudi de disseny gràfic a Vitòria, on va aportar les il·lustracions a jocs, fulletons, articles, jocs, i aplicacions multimèdia. També va ser professora a tallers de dibuix i pintura.
El 2008 va fer un postgrau en Il·lustració Infantil a EINA Centre Universitari de Disseny i Art de Barcelona i a partir d'aquell moment es va especialitzar en il·lustracions en obres de literatura juvenil i en àlbums il·lustrats, amb què ha participat en nombrosos concursos i exposicions.
Va participar el 2016 a Mazoka, Marrazki Azoka - Mercat de Dibuix i Il·lustració. Així mateix, va realitzar el coll de bastos de la baralla espanyola Fournier, juntament amb tres il·lustradores més Elena Odriozola, Noemí Villamuza i Maite Gurrutxaga, que també en algun moment van formar part de Mazoka. Aquesta baralla es va fer com a part dels actes en commemoració del 150è aniversari de l'empresa.
Va realitzar el cartell de la Volta a Euskal Herria de 2019, cartell que es va presentar al Museu de Belles Arts de Bilbao, amb la presència de representants del Govern Basc, de la Volta i del Museu.

## Obra
Va participar com a il·lustradora a les obres:
- Arrieta Malaxetxebarria, Yolanda (2011). ABCD berri bat, obra amb què va ser finalista als premis Euskadi de Literatura el 2012
- Zubizarreta, Patxi (2016). Beroki gorria
- Sáiz Ripoll, Anabel (2013). Caballitos de sal
- Beatriz Galindo; textos, Daniel Blanco Ortiz [i cinc més]; il·lustracions, Yolanda Mosquera [i cinc més] (2022). Historias heroicas en tiempos de covid. X Certamen literario de Relato Corto
- Bilbao, Leire; Mosquera, Yolanda (2022). Itzal itzela
- Maupasant, Guy (2017). La pequeña Roque
- Revista El balancín, núm. 15. Il·lustració de la portada i entrevista.[7]
- Saramago, José (2024). El silencio del agua.[8]

Pel seu treball, va obtenir nombrosos reconeixements tant al País Basc, com a Espanya o en altres països, i els seus treballs s'exposen en diferents mostres d'il·lustració als Emirats Àrabs, a Mèxic i a Itàlia.

## Premis i reconeixements
- 2011. Guanyadora del concurs d'àlbums Il·lustrats Peru Abarka[9]
- 2012. Finalista als premis Euskadi de Literatura, secció Il·lustració, amb l'obra ABCD berri bat.[1][10]
- 2013. Iberoamèrica il·lustra, Fira del Llibre de Guadalajara, Mèxic.[11]
- 2014. Menció d'Honor a la Fira del Llibre de Xarjah (Emirats Àrabs Units).[1][11]
- 2014. Seleccionada per participar al projecte I Colori del Sacro, VII edició Il viaggio, del Museu Diocesà de Pàdua (Itàlia).[12]
- 2016. Seleccionada per participar al projecte I Colori del Sacro, Museu Diocesà de Pàdua.[13]
- 2016. Guanyadora del concurs d'àlbums il·lustrats Peru Abarka, per les il·lustracions al llibre Beroki gorria.[4][14]
- 2017. 1er Little Hakka, Competició Internacional de llibre il·lustrat, Shenzhen (Xina) 2017.[11]
- 2017, 2019. 3r Nami Island, Competició Internacional de llibre il·lustrat, Corea.[11]
- 2018. Admesa per participar a Ilustrarte, Biennal Internacional d'Il·lustració de Lisboa.[3][15]
- 2018. Premi Euskadi de Literatura, modalitat il·lustració, per les il·lustracions del llibre La pequeña Roque[1][16][17]
- 2023. Premi Fundació Cuatrogatos, pel llibre Llévame de Mercedes Calvo, EUA.[18]
- 2023. Seleccionada per participar en la Biennal d'Il·lustracions de Bratislava (República Eslovaca), amb les il·lustracions del llibre Itzal itzela.[19]